# Dermatoxys veligera
Dermatoxys veligera ist ein Fadenwurm, der parasitisch im Blinddarm von Hasen lebt.

## Beschreibung
Der Körper adulter Würmer ist weißlich und fadenförmig, der Kopf hat einen gegenüber dem folgenden Körperabschnitt einen leicht größeren Durchmesser. Die Cuticula weist Querstreifen auf, die in der Körpermitte einen Abstand von etwa 5 Mikrometern zueinander haben. Zu den Enden des Körpers hin werden die Abstände größer. Die Mundhöhle weist drei Lippen auf, die jeweils drei Papillen haben. An ihrem hinteren Ende befinden sich ventral zwei und dorsal ein Zahn. Der Ösophagus besteht aus einem vorderen muskulösen und einem hinteren drüsigen Abschnitt und endet in einem Bulbus ohne Zähne. Ein Nervenring umschließt ihn nach etwa einem Drittel seiner Länge. Der Exkretionsporus ist klein und gelegentlich kaum sichtbar. Er befindet sich fast am Ende des Körpers und ist beidseitig von je einer ausgeprägten Papille umgeben, hinter dem Exkretionsporus befinden sich eine weitere große und acht kleine Papillen. Die Gesamtzahl von elf Papillen ist von taxonomischer Bedeutung bei der Abgrenzung zu anderen Arten der Gattung Dermatoxys.

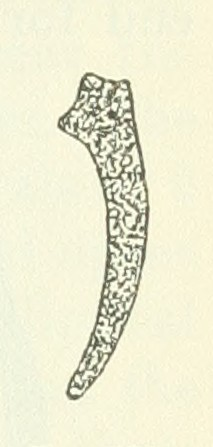
Spiculum, Länge ca. 85 Mikrometer

Männliche Würmer sind acht bis 11,5 Millimeter lang und haben einen maximalen Durchmesser von etwa 435 Mikrometer, ihr Schwanz ist kurz und stumpf. Bauchseitig befinden sich in der Mitte ihres Körpers zehn bis 17 Querrillen. Die Bursa copulatrix wird von zwei langgestreckten breiten, segelartigen Alae von etwa 1,5 Millimeter Länge gebildet, die zur Bauchseite hin eingefaltet sind und am konisch geformten Ende des Körpers zusammentreffen. Die Spicula sind mit einer Länge von 85 Mikrometer sehr klein und nur schwach chitinisiert. Ein Gubernaculum ist nicht vorhanden.

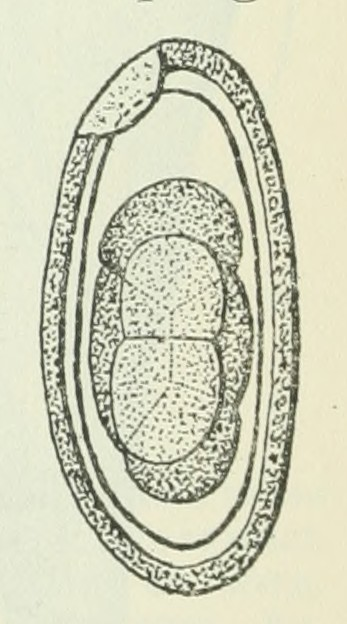
Ei, ca. 110 × 50 Mikrometer

Weibliche Würmer sind 16 bis 17 Millimeter lang bei einem maximalen Durchmesser von etwa 600 Mikrometer, etwa ein Sechstel der Länge entfällt auf den Schwanz. Ihre Vulva ist unscheinbar und befindet sich sechs bis sieben Millimeter vom vorderen Ende entfernt. Von ihr verläuft ein Eileiter bis kurz hinter den Exkretionsporus nach hinten, wo sich die beiden amphidelphischen Uteri befinden. Die dickschaligen Eier sind längsoval, mit einer Länge von 110 Millimeter und einem Durchmesser von 50 Millimeter. Sie sind einseitig in Längsrichtung leicht abgeflacht.
Die Larven des vierten Stadiums haben am vorderen Ende dorsolateral und ventrolateral insgesamt vier kräftige Haken auf der Cuticula, die bei der Häutung zum adulten Fadenwurm verloren gehen. Abgesehen davon stimmt ihr Aufbau mit dem der adulten Würmer überein.

## Verbreitung
Dermatoxys veligera kommt als Darmparasit wildlebender Hasen in weiten Teilen der Vereinigten Staaten und in Südamerika bis Brasilien vor. Der Parasit wurde auf der Iberischen Halbinsel bei Wildkaninchen und in Asien bei Wüstenhasen und beim Tolai-Hasen nachgewiesen. In Algerien wurde er in einer Unterart des Kaphasen (Lepus capensis schlumbergeri) gefunden. Auch Hauskaninchen können als Wirte auftreten. Berichte über Funde in Pfeifhasen, namentlich dem Alaska-Pfeifhasen, haben sich als falsche Identifizierung des Parasiten erwiesen. Zwei Nachweise von Dermatoxys veligera beim Fleckenziesel waren die bislang einzigen in einer Art der Hörnchen (Sciuridae).
Die Prävalenz ist meist gering und schwankt in Abhängigkeit von nicht näher untersuchten Faktoren zwischen unter einem Prozent bis 60 Prozent. Genannt wurden in diesem Zusammenhang geographische, topografische oder klimatische Unterschiede der Lebensräume.

## Lebensweise
Dermatoxys veligera lebt parasitisch im Blinddarm von Hasen (Leporidae), sehr selten auch im Dünndarm. Adulte Exemplare leben frei im Lumen des Blinddarms, wo sie auch bei starkem Befall keine Symptome hervorrufen. Die individuelle Parasitenlast eines Wirts kann 100 Würmer übersteigen. Das vierte Larvenstadium verankert sich mit seinen Haken an der Wand des Blinddarms und dringen mit dem vorderen Ende durch die Schleimhaut. An den Stellen, an denen die Larven sitzen, wird das Gewebe durch die Larven in einer Form externer Verdauung nekrotisiert und zu deren Ernährung aufgeschlossen. In diesen Bereichen können kleine Geschwüre auftreten.
Der Lebenszyklus entspricht dem des Madenwurms. Die männlichen Tiere sterben nach der Paarung, die weiblichen verlassen zur Eiablage den Darm des Wirts durch den Anus. Die infektiösen Eier, in denen sich bereits das erste Larvenstadium bildet, werden vom Ausscheider selbst oder von anderen Wirten oral aufgenommen.

## Systematik

### Erstbeschreibung
Die Erstbeschreibung von Dermatoxys veligera erfolgte durch den deutschen Mediziner und Naturforscher Karl Asmund Rudolphi in seinem 1819 in Berlin auf Latein veröffentlichten Werk Synopsis entozoorum.
Rudolphi beschrieb die Art unter dem Namen Ascaris veligera. Seine Beschreibung erfolgte nach Würmern aus den Därmen von Tapetis, die von den Naturforschern Ignaz von Olfers und Johann Natterer zu Beginn der Österreichischen Brasilien-Expedition gesammelt worden waren.

### Etymologie
Der Artname veligera ist eine Verbindung des lateinischen Begriffs velum (deutsch: Segel) mit dem von gerere (deutsch: tragen) abgeleiteten Suffix -iger, er bedeutet Segelträger oder ein Segel tragend und bezieht sich auf die breiten Alae, die die Bursa copulatrix bilden.

### Synonymie
Ascaris veligera Rudolphi, 1819: die umfangreiche Gattung Ascaris wurde 1866 von Friedrich Anton Schneider in seiner Monographie der Nematoden in zahlreiche Gattungen aufgeteilt, darunter die seinerzeit monotypische Dermatoxys Schneider, 1866. Dadurch entstand die bis heute gültige Kombination Dermatoxys veligera.